# Richard Webber (professor)
O professor Richard James Webber (nascido em setembro de 1947) é o inventor dos sistemas de classificação geodemográfica Bolota e Mosaico. Ele foi professor visitante na University College London, King's College London e Newcastle University. Em 2014, ele fundou a Webber Phillips com Trevor Phillips. Ele é membro da Market Research Society e do Institute of Direct Marketing. Em 2020, Webber e Phillips foram nomeados para aconselhar a Public Health England sobre o impacto da pandemia de coronavírus de 2020 em pessoas BAME no Reino Unido.